# خوليو دانيال فرياس
خوليو دانيال فرياس (بالإسبانية: Julio Daniel Frías Adame)‏ هو لاعب كرة قدم مكسيكي، ولد في 29 مارس 1980 في سيوداد خواريز في المكسيك. لعب مع تايجرز أونال ونادي تشياباس.

## وصلات خارجية
- خوليو دانيال فرياس على موقع قاعدة بيانات كرة القدم.إي يو (الإنجليزية)